# Will of Gods Is a Great Power
Will of Gods Is a Great Power (englisch Wille von Göttern ist eine große Kraft) ist das 1996 aufgenommene und erstveröffentlichte Debütalbum der Epic-Doom-Band Scald. Es gilt als Klassiker und Meisterwerk im Genre. Mit diesem mehrfach als Will of the Gods Is Great Power wiederveröffentlichten Album erlangte die Band einen Kultstatus im Spektrum des Doom Metal.

## Entstehung
Die Aufnahmen zu ihrem Debütalbum gestalten Scald von Januar bis Juni 1996. Ohne Aufnahme-Erfahrungen konnte die Band durch einen Vertrag mit dem Label MetalAgen das Album im Check Sound Studio, einem der wenigen damals aktiven professionellen Aufnahmestudios ihrer Heimatstadt Jaroslawl einspielen. Der Tontechniker sah sich erstmals mit der Aufgabe, eine Metal-Band im Aufnahmeprozess zu unterstützen, konfrontiert. Entsprechend beschrieb der Bassist Ilja „Velingor“ Timashev die Aufnahme als „Versuch-und-Irrtum-Methode“. Die Band spielte die Musik als Rohfassung im Aufnahmeraum ein. Der Sänger Maxim „Agyl“ Andrianov assoziierte zu den Ergebnissen Ideen möglicher Geschichten und Texten. In der Kombination aus Ideen Andrianovs und den Rohversionen der Musik wählte die Band gemeinsam die Stücke, die sie gemeinsam einspielen wollten. Das im nächsten Schritt direkt aufgenommene Ergebnis wurde im Studio einfach abgemischt und gemastert.

## Albuminformationen
Das 1996 erstveröffentlichte Album Will of Gods Is a Great Power kombiniert Epic Doom mit Viking Metal. Der lyrische Fundus entspricht, mit Verweisen und Anlehnungen auf und an die Nordische Mythologie, dem Klang zwischen Bathory und Candlemass und beinhaltet Sagen von tragische Heldenfiguren, Seefahrten und der Ragnarök. Das als Kult geltende Album wurde mehrmals in unterschiedlichen Varianten, meist unter dem Titel Will of the Gods Is Great Power von diversen Labeln neu aufgelegt.

### Veröffentlichungen
Will of Gods Is a Great Power wurde nach seiner Erstveröffentlichung als Musikkassette über MetalAgen Records mit sechs Titeln und einer Laufzeit von 53:34 Minuten im Jahr 1996 mehrmals in unterschiedlichen Varianten, meist unter dem Titel Will Of the Gods Is Great Power und in einer für die erste wiederveröffentlichte Variante von Patrick W. Engel remasterten Version neu aufgelegt. Die Gestaltung variierte anhaltend, nahm jedoch stets Bezug auf das Thema der nordischen Mythologie.
Die Variante als Kassette wurde 2017 Sarlacc Productions unverändert erneut veröffentlicht. Als CD erschien das Album im Jahr 2003 von Wroth Emitter, mit acht Titeln und einer Spieldauer von 64:29 Minuten, im 2019 über Hammerheart Records und 2021 über High Roller Records, beide Varianten erweiterten das Album um Live- und Demoaufnahmen. Mit 19 Stücken und einer Spieldauer von 142:15 Minuten erschien die Version von Hammerheart Records als Split-Kompilation mit Liveaufnahmen sowie Demostücken des Vorgängerprojektes Росс als längste Fassung. Das 2021 über High Roller Records veröffentlichte Album fasste ähnliche Stücke zusammen, besaß aber mit 16 Titeln und einer Laufzeit von 115:48 Minuten einen geringeren Umfang. Als Doppel-LP wurde Will of the Gods Is Great Power im Jahr 2005 von Kyrck Productions & Armour mit acht Titeln und einer Spieldauer von 54:22 Minuten und 2018 von Ordo MCM mit einer Spieldauer von 81:16 Minuten, ebenfalls um Demo-Stücke von Росс erweitert, veröffentlicht. Als Musikdownload gab die Band das Album 2021 in seiner ursprünglichen Form über Bandcamp heraus.

### Stil
Will of Gods Is a Great Power beinhaltet einen Stil-Crossover aus Viking Metal im Stil von Bathory zur Zeit des Albums Hammerheart und Epic Doom der jenem vom Candlemass entspricht. Hierbei kombiniert Scald langsames Riffing mit Gitarrensoli und dem in den Vordergrund gestellten Gesang von Maxim „Agyl“ Andrianov, der als episch klare und jammernd beschrieben wurde.

## Rezeption
Nach dem Tod von Maxim „Agyl“ Andrianov und der damit einhergehenden Auflösung der Gruppe erlangte das Album Kultstatus im Genre und wurde zu den bedeutendsten Veröffentlichungen des Subgenres gerechnet. Im gesamten Spektrum des Doom Metal wurde es zu einem der bedeutendsten Veröffentlichungen gerechnet. Von Musikmagazinen wie dem Deaf Forever wurde es auf Platz 50 und dem Decibel auf Platz 73 in Doom-Metal-Bestenlisten aufgenommen. Auch in weiteren Besprechungen loben die Rezensenten das Album als zeitlosen aber vergessenen oder geheimen Kult-Klassiker des Genres. Dabei wird oft der Gesang von Maxim „Agyl“ Andrianov als markantes Element und besondere Qualität der Gruppe hervorgehoben und der frühe Tod des Sängers als tragisches Schicksal angesprochen. Sein Gesang sei „eine der ausdrucksstärksten und emotionalsten Gesangsdarbietungen in der Geschichte des Genres“. Mit Umschreibungen als „Unglaublich“, „Meisterwerk“, „Meilenstein des Epic-Doom-Metals“ und „Kult-Album“ wurde Will of Gods Is a Great Power rückblickend fester Bestandteil des Genre-Kanons. In dieser Position wurde das Album für viele Rezensenten und Chronisten zu einer jener Veröffentlichungen, die Fans des Doom Metal kennen sollten.

„‘Will Of The Gods Is Great Power’ gehört zu der Sorte vergessener Genre-Juwelen mit Langzeitwirkung, vor denen kein etwas auf sich haltender Epik-Zeitlupenfan um einen Kniefall herum kommt. Der Geist der alten Waräger wird in diesem Epic Knaller lebendig. - Unverzichtbares Meisterwerk faszinierend schwerblütig mystischer Epik Doom-Schmiedestahlkunst für die BATHORY,- CANDLEMASS-, und MANOWAR-Fangemeinde. Würdevoll-majestätisch, faszinierend zeitlos, geheimnisvoll-obskur, urgewaltig fesselnd -  m ä c h t i g ! Ein Gesamtpaket, das den Test der Zeit problemfrei übersteht, für das es unter Einbeziehung aller Faktoren im Prinzip nur die Höchstnote geben kann.“